# Cobanocythere subterranoides
Cobanocythere subterranoides is een mosselkreeftjessoort uit de familie van de Cobanocytheridae. De wetenschappelijke naam van de soort is voor het eerst geldig gepubliceerd in 1974 door Hartmann.